# 中央工学校生涯学習センター
中央工学校生涯学習センター（ちゅうおうこうがっこうしょうがいがくしゅうセンター）は、
学校法人中央工学校が運営する建設系資格獲得のための講座開設校。国家資格取得と専門技術を修習を目的にカリキュラム編成している。
1960年（昭和35年）に設計製図やトレース等の通学講座と通信教育開始。文部科学省と厚生労働省指定講座も設置されている。

## 開校講座
- 通信講座 一級建築士設計製図講座 宅地建物取引士講座
- 漢字検定ゼミナール
- 竹内敏信の新・風景写真塾
- 通学講座 建築系
- 二級建築士 学科突破講座2月開講コース、学科突破講座3月開講コース
- 設計製図受験対策講座
- 建築パース
- 宅地建物取引士
- 宅地建物取引士受験対策講座
- 第一種電気工事士受験対策セミナー
- 第一種電気工事士直前技能講座
- 第二種電気工事士受験対策セミナー長期コース
- 第二種電気工事士受験対策セミナー短期コース
- パソコン専科
- 第3種電気主任技術者受験対策セミナー
- 消防設備士受験対策講座(甲種1類)
- 集団受講募集講座
- 低圧電気取扱業務
- グラインダ特別教育